# Hans-Martin Schenke
Hans-Martin Schenke (né le 25 avril 1929 à Oschersleben et mort le 4 septembre 2002 à Berlin) est un théologien protestant allemand, spécialiste du Nouveau Testament et coptologue connu pour ses études pionnières sur le gnosticisme et les manuscrits coptes.

## Biographie
Schenke étudie à l'Université Humboldt de Berlin de 1950 à 1956. Il obtient son doctorat en théologie (Dr. Theol.) en études du Nouveau Testament à l'Université Humboldt de Berlin, en 1956, avec sa thèse intitulée Das Verhältnis von Indikativ und Imperativ bei Paulus. Il obtient ensuite un doctorat en égyptologie en 1960, complétant la thèse Die Orakel im Alten Ägypten, et termine son habilitation en études du Nouveau Testament plus tard cette année-là, avec la thèse Der Gott "Mensch" in der Gnosis. Ein religionsgeschichtlicher Beitrag zur Diskussion über die paulinische Anschauung von der Kirche als Leib Christi . De 1960 à 1964, il enseigne d'abord comme chargé de cours, puis de 1964 à 1994 comme professeur d'études néotestamentaires à la faculté de théologie de l'université Humboldt de Berlin. Après sa retraite, il est professeur invité pendant plusieurs années à l'Université Laval à Québec, Canada, et à la Claremont Graduate University en Californie, États-Unis.

## Publications
- Die Herkunft des sogenannten Evangelium Veritatis. Berlin/Göttingen 1959.
- Koptisch-gnostische Schriften aus den Papyrus-Codices von Nag-Hammadi [avec Johannes Leipoldt]. Hambourg 1960.
- Der Gott "Mensch" dans der Gnosis. Ein religionsgeschichtlicher Beitrag zur Diskussion über die paulinische Anschauung von der Kirche als Leib Christi. Berlin/Göttingen 1962.
- Die Berliner Handschrift der sahidischen Apostelgeschichte (P.15926) [avec Fritz Hintze]. Berlin 1970.
- Einleitung in die Schriften des Neuen Testaments (avec Karl Martin Fischer ). Zwei Bande. Evangelische Verlagsanstalt. Berlin 1978/79.
- Das Matthäus-Evangelium im mittelägyptischen Dialekt des Koptischen (Codex Scheide). Berlin 1981.
- Das Thomas-Buch (Nag-Hammadi-Codex II,7). Berlin 1989, (ISBN 3-05-000564-5) .
- Apostelgeschichte 1,1 – 15,3 im mittelägyptischen Dialekt des Koptischen (Codex Vitrier). Berlin 1991, (ISBN 3-05-000563-7) .
- Das Philippus-Evangelium (Nag-Hammadi-Codex II, 3). Akademie-Verlag, Berlin 1997, (ISBN 3-05-003199-9) .
- Das Matthäus-Evangelium im mittelägyptischen Dialekt des Koptischen (Codex Schoyen). Oslo 2001.
- Der Same Seths. Hans-Martin Schenkes „Kleine Schriften“ zu Gnosis, Koptologie und Neuem Testament, Gesine Robinson, Gesa Schenke, Uwe-Karsten Plisch (Hrsg. ). Leyde 2012, (ISBN 90-04-22390-8) .